# 7e division d'infanterie (Allemagne)
Pour les articles homonymes, voir 7e division.
La  7e division d'infanterie  est une des divisions d'infanterie de l'armée allemande (Wehrmacht) durant la Seconde Guerre mondiale.

## Composition

### Avant septembre 1939
- Infanterie-Regiment 19
- Infanterie-Regiment 61
- Infanterie-Regiment 62
- Artillerie-Regiment 7
- I./Artillerie-Regiment 43
- Beobachtung-Abteilung 7
- Panzer-Abwehr-Abteilung 7
- Pionier-Bataillon 7
- Nachrichten-Abteilung 7

### 1erseptembre 1939
Général Eugen Ott
- Infanterie-Regiment 19
- Infanterie-Regiment 61
- Infanterie-Regiment 62
- Artillerie-Regiment 7
- I./Artillery-Regiment 43
- Aufklärungs-Abteilung 7
- Panzerjäger-Abteilung 7
- Pionier-Bataillon 7
- Nachrichten-Abteilung 7

### 1942
- Grenadier-Regiment 19
- Grenadier-Regiment 61
- Grenadier-Regiment 62
- Füsilier-Bataillon 7
- Artillerie-Regiment 7
- I./Artillerie-Regiment 43
- Panzerjäger-Abteilung 7
- Pionier-Bataillon 7
- Nachrichten-Abteilung 7

## Théâtres d'opérations
- 1er septembre au 6 octobre 1939 : Campagne de Pologne
- Mai - juin 1940 : Bataille de France, Poche de Lille
- 1941 - 1942 : Opération Barbarossa
  - 22 octobre 1941 au 22 janvier 1942 : Bataille de Moscou
- 5 juillet au 23 août 1943 : Bataille de Koursk